# روح بن زنباع
'روح بن زنباع  كان صاحب الشرطة أيام الخليفة الأموي عبد الملك بن مروان وكان من المقربين لديه وممن يستمع إليهم. هو من تنبأ في ذكاء ومهارة الحجاج بن يوسف الثقفي القيادية وبذلك قدمه إلى الخليفة عبد الملك بن مروان، وقد قال عبد الملك عن الحجاج «الحجاج هو جلدة ما بين عيني»
روى عن أبيه -وله صحبة- وعن تميم الداري، وعبادة بن الصامت. وعنه: ابنه روح بن روح، وشرحبيل بن مسلم، وعبادة بن نُسَيّ، وآخرون.
له دار في دمشق معروفة في البُزوريين ولي جند فلسطين ليزيد، وكان يوم مرج راهط مع مروان. وقد وهم مسلم، وقال: له صحبة؛ وإنما الصحبة لأبيه. روى ضمرة، عن شيخ له، قال: كان روح بن زنباع إذا خرج من الحمَّام، أعتق رقبة. قال ابن زَبْر: توفي سنة أربع وثمانين. قلت: هو صدوق، وما وقع له شيء في الكتب الستة، وحديثه قليل.

## نسبه
رَوْح بن زنباع بن روح بن سلامة بن حُداد بن حديدة بن أمية بن امرؤ القيس بن جمانة بن وائل بن مالك بن زيد مناة بن أفصى بن سعد بن إياس بن أفصى بن حرام بن جذام بن عدي بن الحارث بن مرة بن أُدَد بن زيد بن يشجب بن يعرب بن زيد بن كهلان بن سبأ. الأمير الشريف، أبو زرعة الجذامي، سيد قومه. وكان شبه الوزير للخليفة عبد الملك.